# Stab Vélodrome de Roubaix
Lo Stab Vélodrome de Roubaix (ufficialmente Vélodrome Jean-Stablinski) è un velodromo coperto situato a Roubaix, nel nord della Francia, intitolato al ciclista francese Jean Stablinski. Iniziato a costruire nel 2010, finanziato dalla regione Alta Francia, dal dipartimento del Nord e dalla città di Roubaix è stato inaugurato nel 2012.
Ha ospitato i campionati francesi di ciclismo su pista del 2013 e nell'ottobre del 2021 i Campionati del Mondo di ciclismo di pista.
Il velodromo si trova nel Parc des Sports, alla periferia orientale di Roubaix, a meno di due chilometri dal confine belga. Nel complesso si trovano anche una pista per BMX e due campi di badminton. Vicino al velodromo si trova il Velodromo di Roubaix, sede della classica Parigi-Roubaix.